# Park Yoo-na
Park Yoo-na (* 23. Dezember 1997) ist eine südkoreanische Schauspielerin. Bekanntheit erlangte sie durch ihre Rollen in Fernsehserien wie Hotel del Luna oder True Beauty.

## Leben
Park Yoo-na studierte Tanz an der Hanlim Multi Art School in Seoul, ehe sie 2015 ihre Laufbahn als Schauspielerin begann. In den folgenden Jahren spielte sie zumeist Nebenrollen in Fernsehserien, darunter von 2018 bis 2019 als Cha Se-ri im TV-Drama SKY Castle sowie 2019 in der Fantasyserie Hotel del Luna.
2020 bis 2021 war Park Yoo-na als Kang Su-jin in der Fernsehserie True Beauty erstmals in einer Hauptrolle zu sehen. 2021 folgte ihr Filmdebüt im Horrorfilm The Labyrinth. In der 2022 für Disney+ veröffentlichten Dramedy-Serie Rookie Cops ist sie als Ki Han-na ebenfalls in einer tragenden Rolle zu sehen.

## Filmografie (Auswahl)
- 2017: The Package (Deo Paekiji; Fernsehserie)
- 2018–2019: SKY Castle (SKY Kaeseul; Fernsehserie, 9 Folgen)
- 2019: Hotel del Luna (Fernsehserie, 13 Folgen)
- 2020–2021: True Beauty (Yeosin-gangnim; Fernsehserie, 16 Folgen)
- 2021: The Labyrinth
- 2022: Rookie Cops (Neowa Naui Gyungchalsueob; Fernsehserie, 16 Folgen)